# Rosty István (honvéd alezredes)
Barkóci Rosty István Miklós (Székesfehérvár, 1817. június 10.– Székesfehérvár, 1869. október 25.) 1848-as honvéd alezredes, a Fejér vármegyei Móri járás főszolgabírája, borász, földbirtokos.

## Élete

A barkóczi Rosty család címere.

Az eredetileg Vas vármegyei római katolikus nemesi származású barkóci Rosty család sarja. Apja a Székesfehérváron lakó barkóci Rosty Zsigmond (1784–1858) földbirtokos, anyja Kiszling Janka (1792–1866) volt. Apai nagyszülei barkóci Rosty Ferenc (1748–1828), földbirtokos és Anna O'Beirne (1757–1810) voltak. Az apai ükszülei barkóczi Rosty István (fl. 1710-†1745), királyi tanácsos, 1730 és 1745 között Vas vármegye alispánja és országgyűlési követe, földbirtokos és szarvaskendi és óvári Sibrik Terézia voltak. Fivére hadenbergi és barkóci Rosty Zsigmond (1811–1875), 1848-as honvéd tüzérhadnagy vitte tovább a családot; Rosty Zsigmond fia, és egyben Rosty István unokaöccse: Rosty Flórián (1845–1894), császári és királyi kamarás, követségi tanácsos. 
Rosty István fiatal korában hadfi volt: 1833 és 1837 között a 19. gyalogezredben szolgált. 1848 szeptemberétől a Zrínyi önkéntes csapat századosa volt, majd részt vesz a Josip Jellačić elleni harcokban. Október 13-án százados volt a csapatból alakult 35. Zrínyi honvédzászlóaljnál, a drávai hadtestben. Közreműködött bonyhádi Perczel Mór tábornok délnyugat-dunántúli hadműveleteiben. December 30-án alakulata a móri csatában súlyos veszteséget szenvedett, újjáalakítása Balmazújvárosban folyt 1849. január és március között. Májusban 13-án őrnagy és osztályparancsnok az 1. vadászezrednél a felső-magyarországi (IX.) hadtestben. Július 13-án a Közép-Tiszai hadsereg egyik dandárának parancsnoka lett. A szabadságharc végén török földre menekült. 1853-ban amnesztiával hazatért és a birtokán gazdálkodott. 1861-ben Fejér vármegyei Móri járás főszolgabírájává választják.
1869. október 25-én hunyt el nőtlen.